# Mensch sein in Österreich
Mensch sein in Österreich war eine Demonstration am 31. August 2015 in Wien, auf der sich über 20.000 Teilnehmer für eine Änderung der Flüchtlingspolitik in Europa aussprachen.

## Forderungen
Der Aufruf zur Demonstration in Wien beinhaltete als Hauptforderung menschliche Verhältnisse im Flüchtlingslager Traiskirchen, wo es in den Wochen zuvor aufgrund des außergewöhnlich hohen Zuzuges von Asylwerbern, der Nichterfüllung der Quotenregelungen seitens der Bundesländer und des Missmanagements des Innenministeriums zu einem dramatischen Überbelag und katastrophalen hygienischen Zuständen gekommen war. Die österreichische Bundesregierung wurde konkret aufgefordert:
- „diese menschenunwürdigen Zustände zu ändern“,
- feste Quartiere zu schaffen, die vor Hitze, Kälte und Regen schützen,
- sichere, abgetrennte Räume für Frauen und Mädchen bereitzustellen,
- ärztliche und psychologische Versorgung sicherzustellen,
- die Kooperation mit engagierten Vereinen und Sozialarbeitern zu suchen,
- nicht länger freiwillige Spender und Helfer abzuweisen,
- für ausreichend Verpflegung (Wasser, Lebensmittel, Babynahrung) zu sorgen.

Als Begründung wurde im Aufruf angegeben: „Menschen mit Fluchterfahrung haben häufig ihre Familie, FreundInnen, Häuser und Besitztümer verloren und suchen in Österreich Schutz und Sicherheit und befinden sich aufgrund der traumatischen Erfahrungen oft in keinem guten Zustand.“ Es wurde auch die Forderung erhoben, „die Definition von Grenzen bewusst [zu] hinterfragen“. Ziel der Veranstaltung war, die Verantwortung von Politik und Bevölkerung für eine humanen Maßstäben gerecht werdende Unterbringung der Asylwerber einzufordern.
Die Demonstration fand am Vorabend des in Deutschland ausgerufenen Weltfriedenstages statt und erhielt durch die wenige Tage zuvor bekannt gewordene Flüchtlingstragödie bei Parndorf zusätzliche Aktualität. Die Teilnehmer wurden aufgefordert, in weißer Kleidung zu erscheinen und weiße Fahnen – als Zeichen des Friedens – mitzubringen.

## Anmeldung, Route, Reaktion
Die polizeiliche Anmeldung und die Ankündigung der Demonstration erfolgte durch die Privatperson Nadia Rida, die mehrfach Hilfsgüter nach Traiskirchen gebrachte hatte: „Dabei ist mir bewusst geworden, wie engagiert viele Menschen sind. Dann kam die Idee zur Demonstration.“ Mensch sein in Österreich sollte laut Veranstalterin „unpolitisch“ sein. Einige Organisationen und NGOs – SOS Mitmensch, Asyl in Not, Volkshilfe und Diakonie – unterstützten jedoch die Demonstration. Die Gruppe no-racism.net organisierte einen No-Border-Block und brachte als eigene Forderungen den Aufruf zur Abschaffung aller Grenzen, sowie zum Ende von globaler Ausbeutung, Waffenhandel und Krieg ein. Auch die Initiative Gegen Unmenschlichkeit der Initiatoren Ernst Löschner und Michael Kerbler unterstützte den Demonstrationsaufruf.
Die Demonstration verlief friedlich, die Sicherheitskräfte trugen ihre Helme unterm Arm. Der Polizeisprecher betonte, es habe „keine sicherheitsrelevanten Vorfälle“ gegeben. Während des Marsches schlossen sich zahlreiche weitere Sympathisanten an, praktisch die gesamte Innere Mariahilfer Straße war durch die Kundgebung gefüllt. Teilweise unter Applaus von Passanten zogen die Demonstranten Richtung Innenstadt, es wurden Songs wie Es fangt genauso an von S.T.S. und A Mensch mecht i bleibn von Wolfgang Ambros gespielt. Die Route musste aufgrund des großen Zustroms mehrmals geändert werden. Ursprünglich war der Abschluss der Kundgebung vor dem Marcus-Omofuma-Denkmal beim MuseumsQuartier geplant. Wegen der unerwartet großen Teilnehmerzahl wurde der Abschluss jedoch vor dem Parlamentsgebäude gefeiert. Dort wurde auch der Flüchtlingstragödie bei Parndorf gedacht. Zu Georg Danzers Lied Gebt uns endlich Frieden wurde ein Lichtermeer entzündet.
Die Demonstration war begleitet von praktischer Solidarität. Als am 31. August bekannt wurde, dass die ungarischen Behörden Flüchtlinge von Budapest aus weiterreisen lassen würden, brachten dutzende Österreicher Verpflegung zu den Wiener Bahnhöfen, wo am Abend 3.650 Menschen auf der Flucht ankamen.
Die Demonstration wurde international wahrgenommen, österreichische Medien berichteten ausführlich und durchwegs unterstützend. Die Grüne Nationalrätin Alev Korun dankte am Tag darauf im Rahmen einer parlamentarischen Debatte den Demonstranten.

## Zitat
„Angesichts der Situation dürfen wir nicht in Resignation und Ohnmacht verfallen. Wir dürfen nicht abstumpfen, sondern müssen uns zusammentun, denn gemeinsam sind wir stärker. Wir können alle etwas tun, sonst haben wir als Mensch versagt.“

## Weitere Veranstaltungen
Am 31. August 2015 fand eine friedliche überparteiliche Demonstration bzw. Kundgebung „Mensch sein in Österreich“ in Steyr statt. In Linz nahmen rund 2.500 Menschen an der Demonstration in Weiß teil, zu der die Plattform Solidarität OÖ aufgerufen hatte. In Wels startete eine Mahnwache zum Gedenken der in einem Lkw im Burgenland aufgefundenen toten Flüchtlinge.
Bestärkt durch die Demonstration „Mensch sein in Österreich“ rief eine Gruppe ehemaliger syrischer Flüchtlinge auf Facebook unter dem Hashtag #Danke Österreich zu einem Marsch am 28. September in Wien vom Christian-Broda-Platz bis zum MuseumsQuartier auf, „um ein Zeichen des Friedens zu setzen und Refugees und Österreicher näher zusammen zu bringen“. Die rund 100 Teilnehmer der Demonstration dankten den Flüchtlingshelfern und verteilten Rosen und Nelken.